# Pader (Mau-Ulo)
Pader ist eine osttimoresische Siedlung im Suco Mau-Ulo (Verwaltungsamt Ainaro, Gemeinde Ainaro).

## Geographie und Einrichtungen
Pader liegt im Zentrum der Aldeia Hato-Lelo in einer Meereshöhe von 945 m. Eine Straße, die die Gemeindehauptstadt Ainaro im Osten mit Mau-Ulo, den Hauptort des Sucos im Südwesten verbindet, durchquert Pader. Mau-Ulo ist einen Kilometer entfernt. Der nächste Nachbarort, einen halben Kilometer in Richtung Nordosten, ist Lugatú. Er liegt bereits im Suco Ainaro.
In Pader befindet sich eine Grundschule.